# آلن آگویر
آلن آگویر (انگلیسی: Alan Aguirre؛ زادهٔ ۱۳ اوت ۱۹۹۳) بازیکن فوتبال اهل آرژانتین است.
از باشگاه‌هایی که در آن بازی کرده‌است می‌توان به باشگاه فوتبال بوکا جونیورز اشاره کرد.
وی همچنین در تیم ملی فوتبال زیر ۲۰ سال آرژانتین بازی کرده‌است.